# Woolwich

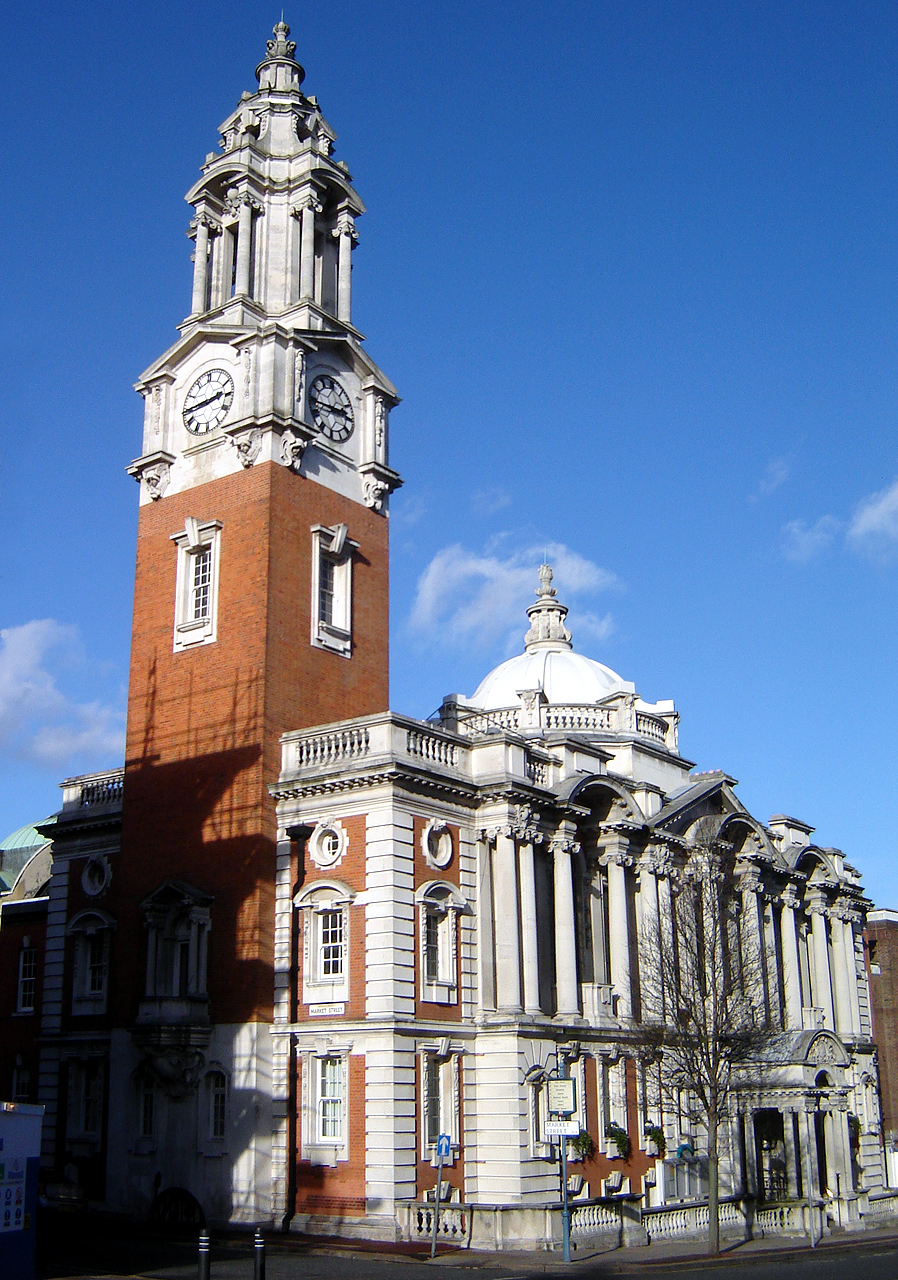
Câmara Municipal de Woolwich

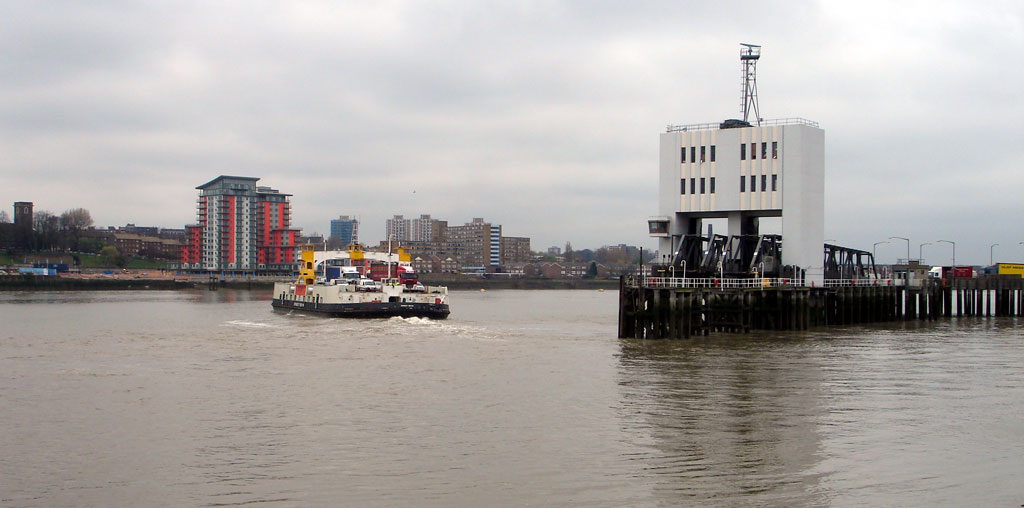
Ferry de Woolwich

Woolwich  é um distrito no borough de Greenwich, na Região de Londres, na Inglaterra. A área está identificada no Plano de Londres como sendo um dos 35 centros mais importantes da Região de Londres.
Woolwich fez parte de Kent até 1889, ano em que o condado de Londres foi criado. Uma das suas caractrísticas importantes é a de ser um dos pontos de passagem do rio Tâmisa, por ferry-boat e, menos conhecido, por um tínel pedestre a norte de Woolwich. Um dos edifícios do banco Barclays, Woolwich Building Society (marca registada do banco), teve nesta cidade a sua sede; actualmente (2011), está situada em Bexleyheath. 